# Озеряни (Бучацька міська громада)

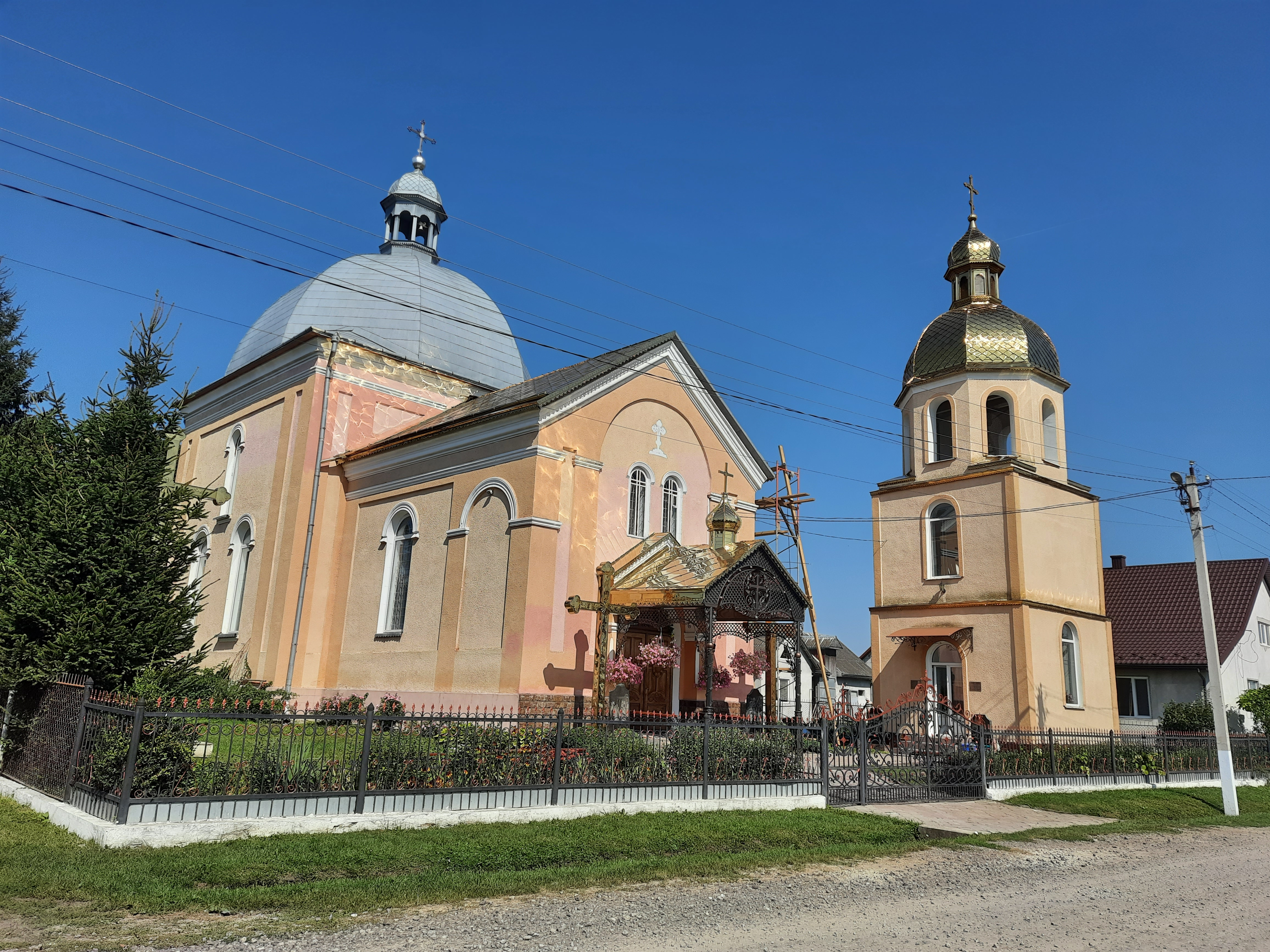
Церква Святого Архістратига Михаїла (1913)

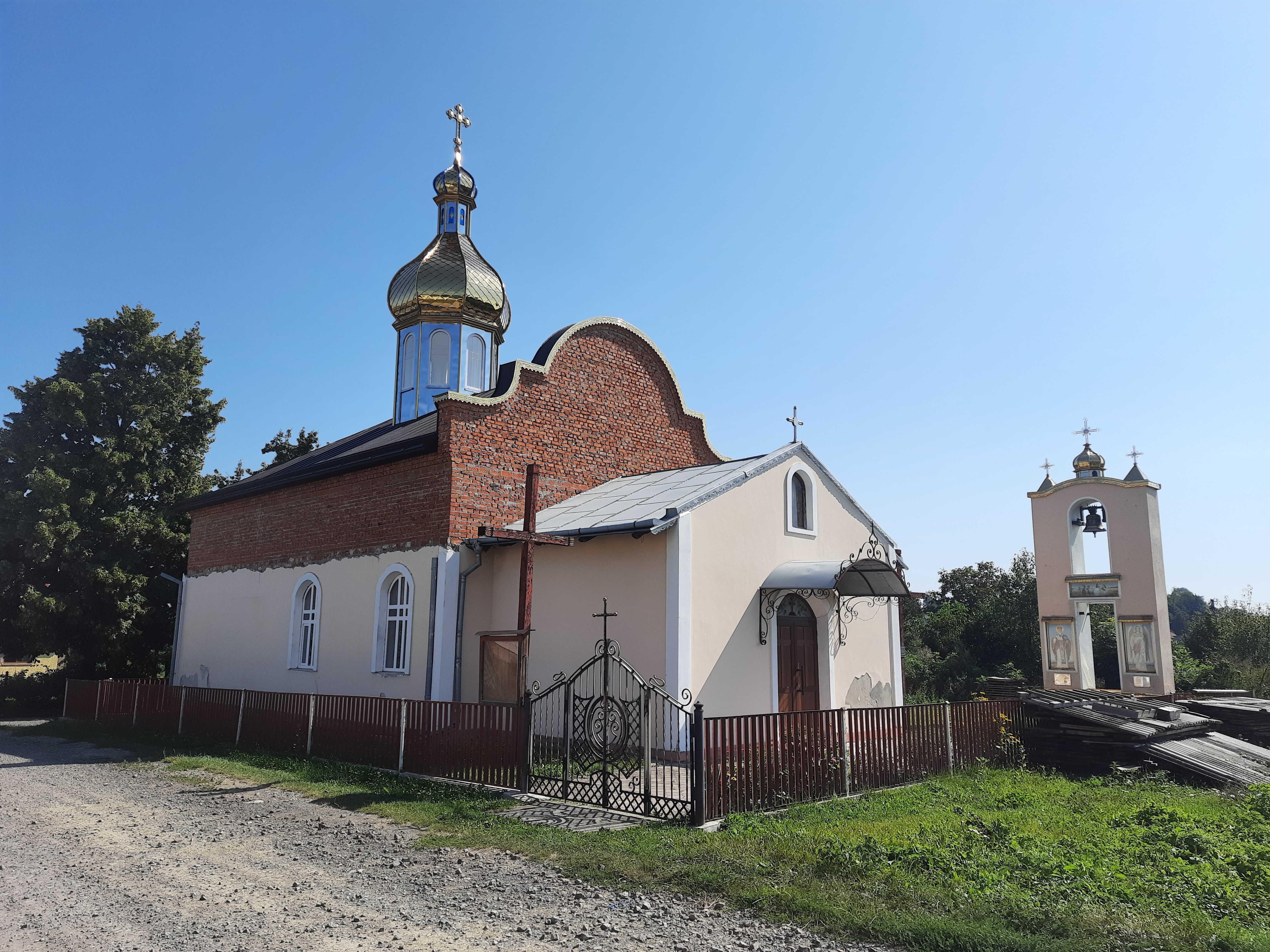
Церква Святого Архістратига Михаїла (2002)

Озеря́ни — село в Україні, у Бучацькій міській громаді Чортківського району Тернопільської області. Розташоване на заході району.
Було центром Озерянської сільської ради. До Озерян приєднано хутори Зади, Корчівка й Окопи.
Село лежить на берегах річки Бариш, за 8 км від центру громади Бучача та 7 км від найближчої залізничної станції Бучач. Населення становить понад 900 осіб (станом на 2022 рік).

## Географія
На південно-західній околиці струмок Керничі впадає у річку Бариш.

## Історія

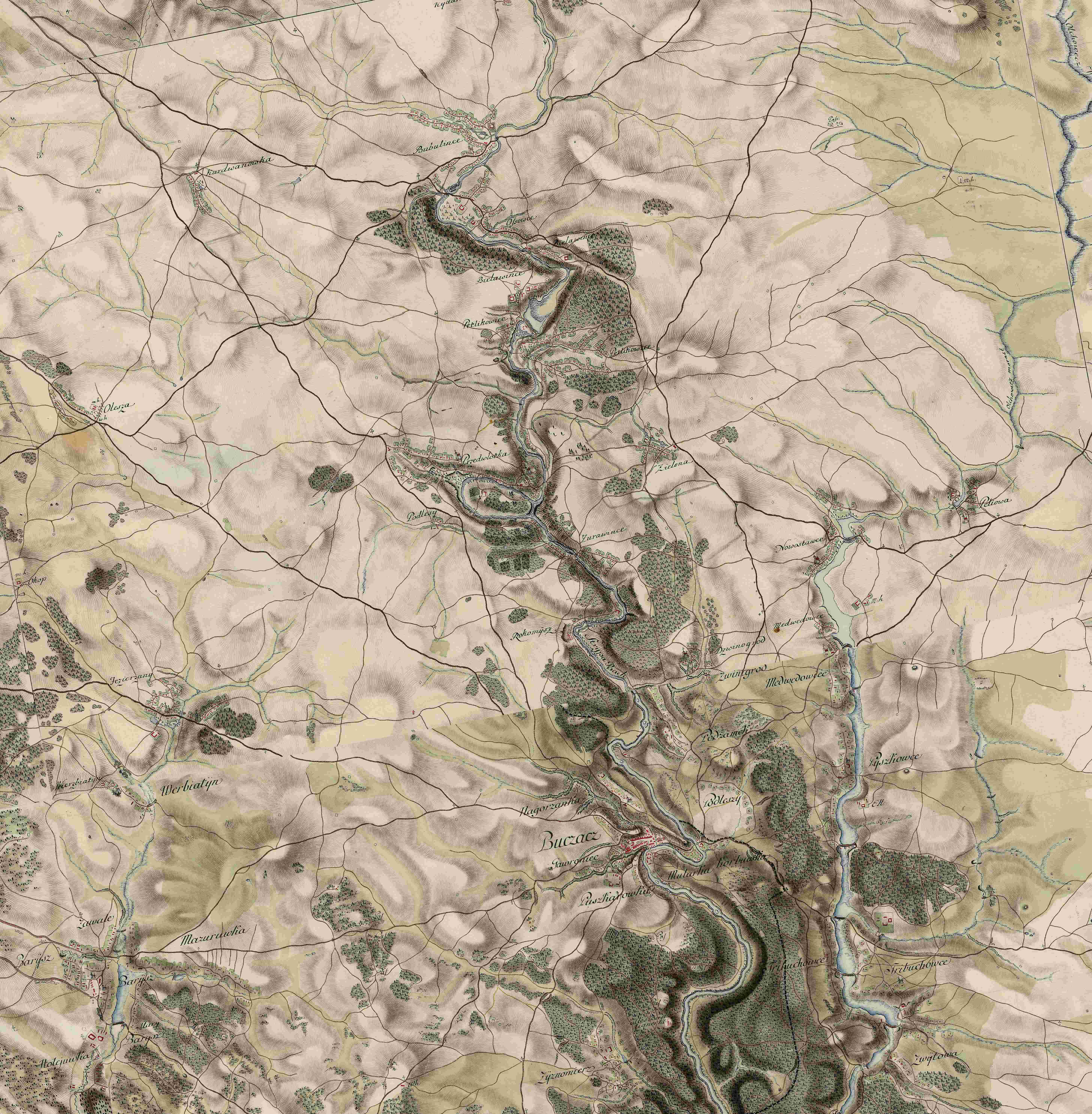
Озеряни на мапі фон Міґа, XVIII ст.

Поблизу села виявлено археологічні пам'ятки пшеворської культури.
Перша писемна згадка — 1669 p. Український вчитель Костянтин Кушніренко переїхав до села у 1894 році (прибув через незгоду із священиком у селі Ляцькому).
Діяли «Просвіта», «Луг» та інші українські товариства, кооператива.
У 1884—1944 рр. існувала залізнична станція Озеряни, яка знаходилась на лінії Станиславів — Нижнів — Монастириська — Бучач — Гусятин — Ярмолинці.
12 червня 2020 року, відповідно до розпорядження Кабінету Міністрів України № 724-р «Про визначення адміністративних центрів та затвердження територій територіальних громад Тернопільської області» увійшло до складу Бучацької міської громади.
19 липня 2020 року, в результаті адміністративно-територіальної реформи та ліквідації Бучацького району, увійшло до складу новоутвореного Чортківського району.
З 11 грудня 2020 р. належить до Бучацької міської громади.

## Населення

### Мова
Розподіл населення за рідною мовою за даними перепису 2001 року:
| Мова       | Кількість | Відсоток |
| ---------- | --------- | -------- |
| українська | 1052      | 99.72%   |
| румунська  | 2         | 0.19%    |
| російська  | 1         | 0.09%    |
| Усього     | 1055      | 100%     |

## Політика

### Парламентські вибори, 2019
На позачергових парламентських виборах 2019 року у селі функціонувала окрема виборча дільниця № 610170, розташована у приміщенні будинку культури.
Результати
- зареєстровано 763 виборці, явка 46,53%, найбільше голосів віддано за «Слугу народу» — 37,50%, за Радикальну партію Олега Ляшка — 13,35%, за Всеукраїнське об'єднання «Батьківщина» — 10,80%.[7] В одномандатному окрузі найбільше голосів отримав Микола Люшняк (самовисування) — 31,99%, за Ігоря Сопеля (Слуга народу) — 22,19%, за Степана Брацюня (Конгрес українських націоналістів) — 10,95%[8].

## Соціальна сфера
Працюють загальноосвітня школа 1-3 ступенів, Будинок культури, бібліотека, ФАП, відділення зв'язку, торгові заклади.

## Пам'ятки
Є дві церкви святого архістратига Михаїла (1913 та 2002), капличка, «фіґура» Матері Божої (2004). Споруджено пам'ятники воїнам-односельцям, полеглим у німецько-радянській війні (1985, скульптор П. Зайцев), на могилі козака 3-го Кінного полку Армії УНР Сергія Кравченка (2013), встановлені пам'ятні хрести на честь скасування панщини і на згадку про існування хутора Корчівка, насипано символічну могилу Борцям за волю України (1991).

### Могила козака Армії УНР
У селі похований козак 3-го Кінного полку Армії УНР Сергій Кравченко. Цей воїн походить з села Бабчинці Подільської губернії. Під час військової кампанії 1920 року Кравченко, у числі інших бійців 3-ї Залізної дивізії Армії УНР, опинився на Галичині, де брав участь в оборонних боях. Сергій кохав озерянську дівчину, і в бою за Озеряни прагнув першим вдарити на більшовиків. Зарубав п'ятьох червоноармійців, однак шостий рушничним пострілом забив козака. Смерть бійця бачив командир 3-ї Залізної дивізії генерал-хорунжий Олександр Удовиченко — він і написав спогад про побратима. Завдяки цій публікації Благодійний фонд «Героїка» розшукав точне місце поховання.
Старий кам'яний хрест, очевидно встановлений ветеранами УГА у міжвоєнний період, був знищений. Комуністи у 1956 році демонтували цвинтарну капличку у якій відспівували Кравченка, а разом з тим металевим тросом вирвали хреста з могили, яка знаходилась поруч. Проте, старожили запам'ятали місце поховання, адже прізвище на хресті було наддніпрянське, непритаманне для Озерян. Точне місце погребіння віднайшов місцевий краєзнавець Гнат Рудий.
Новий пам'ятник було встановлено зусиллями Благодійного фонду «Героїка». Нащадків козака так і не вдалось відшукати у його рідному селі Бабчинці Чернівецького району Вінницької області. Рід Кравченків зник в час голодоморів та політичних репресій 1930-х років.

## Відомі люди
Народився, працював отець Крушельницький Амвросій Васильович — український греко-католицький священик, громадський діяч, хоровий диригент; батько Соломії, Ганни, Антона, Е. Крушельницьких.